# Ludwig Dressel

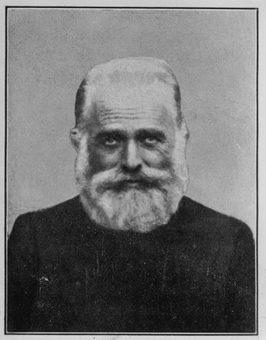
Pater Ludwig Dressel S.J., Altersbild um 1910

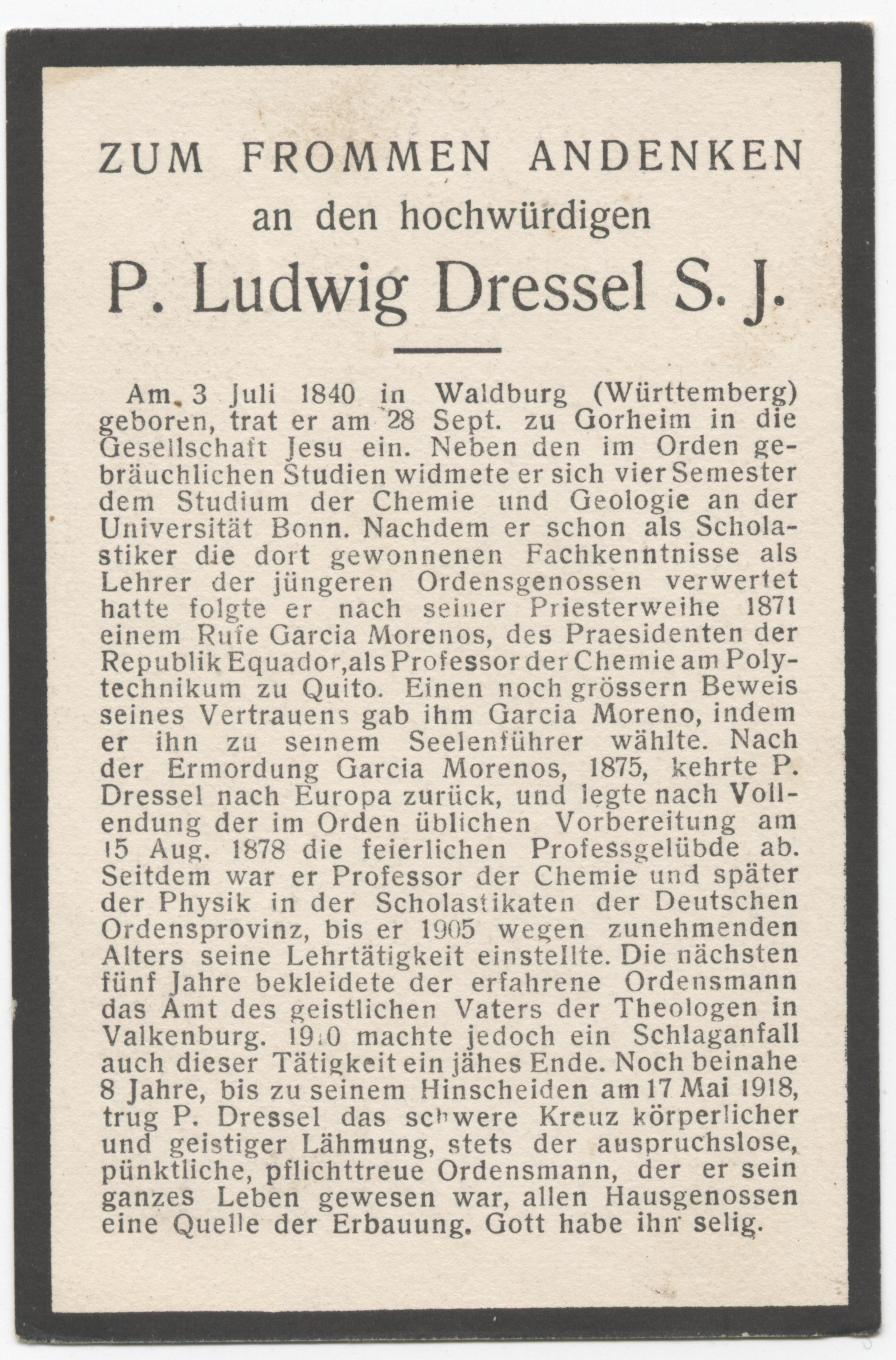
Sterbebildchen, Pater Ludwig Dressel S.J.

Ludwig Dressel (* 3. Juli 1840 in Waldburg (Württemberg); † 17. Mai 1918 in Valkenburg aan de Geul, Niederlande) war ein deutscher Jesuit, namhafter Naturwissenschaftler und Vertrauter des ecuadorianischen Staatspräsidenten  García Moreno.

## Leben und Wirken
Ludwig Dressel wurde als Sohn eines Kaminfegers im württembergischen Waldburg geboren. Nebenbei war der Vater auch Winzer und Inhaber der Weinwirtschaft „Zum Waldhorn“. In Ravensburg besuchte der Junge die Real- und Lateinschule.
Am 28. September 1856 trat Ludwig Dressel zu Gorheim in das Noviziat des Jesuitenordens ein. Das zweite Noviziatsjahr absolvierte er in Münster, woran sich dort eine zweijährige Ausbildung in Rhetorik unter dem bekannten Pater Adolf von Doß und in Aachen ein ebenfalls zweijähriges Studium der Philosophie anschlossen. Von 1862 bis 1864 studierte Ludwig Dressel Naturwissenschaften an der Universität Bonn, wobei er sich besonders in Chemie und Geologie bildete. Ab 1864 absolvierte der Jesuit das dritte Jahr Philosophie in Maria Laach und lehrte dort ab 1865 Chemie. In dieser Zeit verfasste er eine am 19. Mai 1866 von der „Holländischen Gesellschaft der Wissenschaften“ in Haarlem preisgekrönte Abhandlung mit dem Titel: „Die Basaltbildung in ihren einzelnen Umständen erläutert“. Sie erschien auch im Druck als erste von zahlreichen Publikationen Pater Dressels. Ab 1868 studierte Ludwig Dressel Theologie und empfing am 30. Mai 1871 die Priesterweihe vom Trierer Bischof Matthias Eberhard.

1871 forderte der ecuadorianische Staatspräsident García Moreno Jesuiten an, die sein neu gegründetes Polytechnikum in Quito (heute: Escuela Politécnica Nacional) leiten sollten. Der Ordensgeneral Pierre Jean Beckx entsandte Pater Ludwig Dressel dorthin. Eine offizielle Webseite des Touristikministeriums von Ecuador zitiert hierzu den Text aus einem Reiseführer des Landes von Volker Feser:

„Unter der Präsidentschaft von García Moreno wurde in Quito 1870 die Politécnica gegründet, eine Hohe Schule für Landvermesser, Architekten, Ingenieure, Astronomen und Naturwissenschaftler. Die Verwaltung der ersten ekuadorianischen Akademie dieser Art wurde den jungen deutschen Jesuitenpatern Hans Menten und Ludwig Dressel übergeben. Zu den Professoren zählte neben dem italienischen Jesuiten Luis Sodiro auch der Chemiker und Geologe Theodor Wolf. Seine Studien über Galapagos, Esmeraldas, Loja u. Azuay, sowie seine Werke “Geographía y Geología del Ecuador” und “Crónica de los fenómenos volcánicos y terremotos” machten ihn <gemeint: Theodor Wolf, den Autor der genannten Werke> nach Humboldt zu einem der bedeutendsten Naturwissenschaftler des Landes. Andere Lehrkräfte der polytechnischen Akademie waren die Mathematiker Emil Müllendorf, Armando Wenzel, Josef Epping, Albert Claessen, der Chemiker Ludwig Heiss, der Zoologe Christian Bötzkes und der preußische Armeekaplan Eduardo Brugier. Mit dem Sturz García Morenos schloss die Politécnica 1875 ihre Pforten. Sie sollte erst 60 Jahre später durch Velasco Ibarra wieder eingeweiht werden, ebenfalls unter der Mitwirkung deutscher Professoren. Ihre pionierhafte Bedeutung für die ekuadorianische Wissenschaft des auslaufenden 19. u. beginnenden 20. Jhs. hatte die Akademie nicht zuletzt diesen „alemanes politécnicos“ zu verdanken. Anhand ihrer vielfältigen Publikationen und Vorlesungen wurde der äquatoriale Landesname für europäische Naturalisten zu einem Inbegriff.“

Pater Ludwig Dressel erlernte intensiv die spanische Sprache und gefiel dem Staatspräsidenten so sehr, dass er ihn zu seinem persönlichen Beichtvater, Berater und Seelenführer erwählte. Nach der Ermordung von Präsident Garcia Moreno, am 6. August 1875, mussten die Jesuiten Ecuador verlassen und Dressel kehrte nach Europa zurück.
In Ditton Hall bei Liverpool legte dieser an Maria Himmelfahrt 1878 die Ewigen Gelübde des Ordens ab. Danach unterrichtete Pater Dressel sieben Jahre lang Chemie im Jesuitenkolleg zu Blyenbeck und ging 1885 bei der Verlegung der Anstalt nach Exaten bei Roermond. Auch hier unterrichtete er zunächst Chemie, wechselte aber dann auf Anordnung der Oberen zum Fach Physik. Ab 1894 wirkte der Priester als Physiklehrer in Valkenburg aan de Geul. In beiden Wissenschaften entwickelte Ludwig Dressel eine tiefgründige Tätigkeit, die sich in zahlreichen Fachpublikationen niederschlug. Neben der Schrift „Der belebte und unbelebte Stoff“ (1885) wurde am bekanntesten das Standardwerk „Elementares Lehrbuch der Physik nach den neuesten Anschauungen“, welches 1895 erstmals erschien, vier Auflagen erreichte und breiteste Anerkennung der damaligen Fachwelt fand.
1902/1903 hielt Ludwig Dressel diverse wissenschaftliche Fachvorträge in Deutschland, ab Herbst 1904 wirkte er am Observatorium bei Tortosa am Ebro, von 1906 an als Spiritual der Theologen zu Valkenburg in Holland. Bei einem Ferienaufenthalt in Aalbeek erlitt er am 1. August 1910 einen Schlaganfall, der zu dauerhaften Lähmungen und teilweisem Sprachverlust führte; auch lesen konnte er nur noch bruchstückhaft. Der Wissenschaftler machte sich in der Gemeinschaft trotzdem durch einfachste Arbeiten nützlich. Sein Nachruf konstatiert, dass er etwa Briefmarken auf Poststücke aufklebte oder in der Küche beim Abwasch half. Stark behindert konnte er 1916 noch sein 60-jähriges Ordensjubiläum feiern und starb, nachdem er ein Pflegefall geworden war, im Jahr 1918.
Neben seinen wissenschaftlichen Schriften veröffentlichte Pater Dressel immer wieder kleinere Artikel in der Jesuitenzeitschrift „Stimmen aus Maria Laach“. Dort brachte er u. a. im Band 35, 1888, mehrere Berichte seiner persönlichen Erlebnisse mit Präsident Garcia Moreno.
Den bekannten Chemiker, Professor Karl Gustav Bischof, hatte Dressel 1863, laut Vorwort, bei der Herausgabe seines Werkes „Lehrbuch der chemischen und physikalischen Geologie“ unterstützt.

## Werke
- Die Basaltbildung in ihren einzelnen Umständen erläutert. 1866
- Geognostisch-geologische Skizze der Laacher-Vulkangegend. Aschendorff Verlag 1871
- Der belebte und der unbelebte Stoff nach den neuesten Forschungs-Ergebnissen. Herder Verlag, Freiburg 1883
- Elementares Lehrbuch der Physik; nach den neuesten Anschauungen für höhere Schulen und zum Selbstunterricht. Herder Verlag, Freiburg 1895, 1900, 1905 und 1913
- Die Vulkanausbrüche auf den Antillen mit einem Blick auf die Vulkane in Südamerika und die Vulkane überhaupt. Frankfurter Broschüren, 1903